# Erhard Jakobsen
Erhard Villiam Jakobsen (Grene, 25 febbraio 1917 – Bagsværd, 11 marzo 2012) è stato un politico danese, membro dei Socialdemocratici e poi dei Democratici di Centro (CD), partito da lui fondato, ex ministro ed ex membro del Parlamento (il Folketing).

## Biografia
È stato educato, tra gli altri alla Lyngby Statsskole, si è laureato in scienze politiche. È stato un attivista di lunga data della socialdemocrazia danese. Inizialmente associato al DSU – l'organizzazione giovanile dei Socialdemocratici, si è seduto nelle diverse istituzioni nazionali. Ha anche gestito il sindacato studentesco socialdemocratico Frit Forum. Nel 1953 ottenne per la prima volta il mandato del Folketing. È stato rieletto con successo molte volte, sedendo nel parlamento danese per oltre 40 anni fino al 1995. Dal 1964 al 1971 ha rappresentato il parlamento danese nell'Assemblea parlamentare del Consiglio d'Europa. Contemporaneamente dal 1958 al 1974 fu sindaco del comune di Gladsaxe. È stato un sostenitore dell'adesione della Danimarca alle Comunità europee, dal 1964 al 1973 era a capo del Movimento europeo in Danimarca. Negli anni 1972–1994 è stato deputato al Parlamento europeo |incluse le elezioni generali nel 1979, 1984 e 1989).
Lasciò i socialdemocratici nel 1973, mettendo in discussione la politica fiscale del partito. Ha creato un nuovo gruppo centrale chiamato Democratici di Centro, che nello stesso anno ha ricevuto 14 seggi di deputati. Dal 1987 al 1988 è stato ministro della cooperazione economica nel secondo governo di Poul Schlüter.
Erhard Jacobsen è stato riconosciuto come uno dei più aperti sostenitori del regime di apartheid in Sudafrica, che riteneva avesse contribuito a contrastare l'espansione del comunismo in Africa.
È padre di Mimi Jakobsen, che nel 1989 lo sostituì come presidente del CD.